# Pella (gmina)
Pella (gr. Δήμος Πέλλας, Dimos Pelas) – gmina w Grecji, w administracji zdecentralizowanej Macedonia-Tracja, w regionie Macedonia Środkowa, w jednostce regionalnej Pella. W 2011 roku liczyła 63 122 mieszkańców. Powstała 1 stycznia 2011 roku w wyniku połączenia dotychczasowych gmin: Janitsa, Kiros, Pella, Kria Wrisi i Megalos Aleksandros. Siedzibą gminy jest Janitsa, a historyczną siedzibą jest Pella.